# マルセル・セルダン
マルセル・セルダン（フランス語: Marcel Cerdan, 1916年7月22日 - 1949年10月28日）は、フランス（旧フランス領アルジェリア）出身の元プロボクサー。元世界ミドル級王者。名王者トニー・ゼールからタイトルを奪ったボクサーとして知られる。シャンソンの女王エディット・ピアフの恋人だったことでも知られ、笑うのが好きで人を惹き付ける性格であったと伝えられている。

## 略歴
少年時代はサッカーに熱中していたが、父の勧めでボクシングを始めた（兄弟二人もボクサー）。13歳でアマチュアデビュー、1934年に18歳でプロデビュー。その後ウェルター、ミドル両級の欧州王者となる。
強靭なフィジカルとラフさと強打の攻撃的スタイルでKOの山を築き圧倒的な強さを誇示し続けた。メディアや強豪選手が彼の印象的な強さを噂にしたことから世界的に「無冠の帝王」視され、実力と人気ともに充分であった。しかし世界挑戦は遅れることになる。
1948年9月21日に世界初挑戦、“鋼鉄の人”トニー・ゼールの世界ミドル級王座にアメリカ合衆国・ニュージャージー州ジャージーシティーで挑んだ。ロッキー・グラジアノとの3度にわたる死闘で疲弊した感のあるゼールをスピードで上回り圧倒、11回左フックでダウンさせ12回開始時点でKO、タイトルをフランスに持ち帰った。大スターの世界奪取を待ち望んでいた祖国の国民はラジオの勝利を伝える報に歓喜した。
1949年6月16日に“ブロンクスの牡牛”ジェイク・ラモッタとの初防衛戦がデトロイト（米国）で行われた。当代切っての名うてのファイター同士の一戦は大きな前評判を呼んだ。試合は予想に違わぬ大激戦になったが、セルダンは途中で肩を負傷し左腕を動かせなくなる。それでも戦い続けたが遂に棄権し10回TKO負けとなり王座を明け渡した。
セルダンは雪辱を切望し、ラモッタも受け入れニューヨークでの再戦が決定する。その報らせを聞いたセルダンは狂喜、「勝つか、死ぬかだ」と言い残しパリから空路で決戦の地へ向かった。だが1949年10月28日、搭乗したエールフランスのロッキード コンステレーション L-749機が北大西洋アゾレス諸島付近に墜落、セルダンも不帰の客となった。33歳没。この事故では、ヴァイオリニストのジネット・ヌヴーも死亡している（1949年エールフランスロッキード コンステレーション墜落事故）。
1991年に国際ボクシング名誉の殿堂（国際ボクシング名誉の殿堂博物館）入りをしている。ブレストには名を冠したドーム型施設のSalle Marcel-Cerdan（Stade Marcel-Cerdan）があり、スポーツを始めとする多目的施設として利用されている。
遺児マルセル・セルダン・ジュニアも父の遺志を継ぎボクサーとなった。世界ランカーにまで登り詰めたが、世界獲りはならなかった。

## 愛の讃歌
1947年10月にフランスのエディット・ピアフがアメリカ初公演の際にセルダンと出会う。「どうして悲しい歌ばかり歌うの？」とセルダンは聞き、「どうして殴るの？」とピアフは返した。初めて会った時から惹かれあった2人の仲は大恋愛へと発展する。ピアフは2日毎にセルダンにラブレターを送ったと言う。
ピアフはセルダンのために『愛の讃歌』（Hymne à l'amour）を書いた。この歌はセルダンの死を哀しんで書かれた物と言われてきたが、セルダンの生前に書かれた物だと判明している。相思相愛で誰もが知る仲ではあったが、妻子を持つセルダンとの恋愛に終止符を打つ為に書いた物だと考えられている。『ばら色の人生』（La Vie en rose）と並び彼女の代表曲であり、多くの歌手がカバーをしている。
セルダンはラモッタとの再戦に向け当初は航路で行く予定だったが、コンサートでニューヨークにいたピアフの「早く会いに来て」との言葉により空路で行くことを決めた。ピアフは女優のマレーネ・ディートリヒとニューヨーク・ラガーディア空港でセルダンを出迎える予定だった。ディートリヒは墜落の報をピアフへ伝えた。ピアフは激しい悲しみと衝撃に襲われたが、予定の公演を行うことを決めた。親友を思うディートリヒは「あなたが死ねば、私も死ぬ」という歌詞がある『愛の讃歌』だけは歌わないように求めたが、ピアフはこの日発表する予定だったこの歌を歌うことを決め、舞台で歌った。
後年、セルダン・ジュニアのプロデビュー戦でリングサイドにはセルダン未亡人とピアフが並んで観戦している姿が見られた。
セルダン・ジュニアは映画『恋に生きた女ピアフ』(Edith et Marcel)で父マルセルSr.の役を演じた。セルダンとピアフのストーリーは何度も映画化や劇化されている。

## 通算戦績
- 123戦119勝（74KO）4敗